# لاوفن
لاوفن ألمانيا (بالألمانية: Laufen, Germany) هي بلدة ألمانية تقع في ألمانيا في منطقة بيرشتسغادن.

## المدن التوأمة
مدينة Laufen هي مدينة توأمة لـلاوفن ألمانيا.

## معرض صور

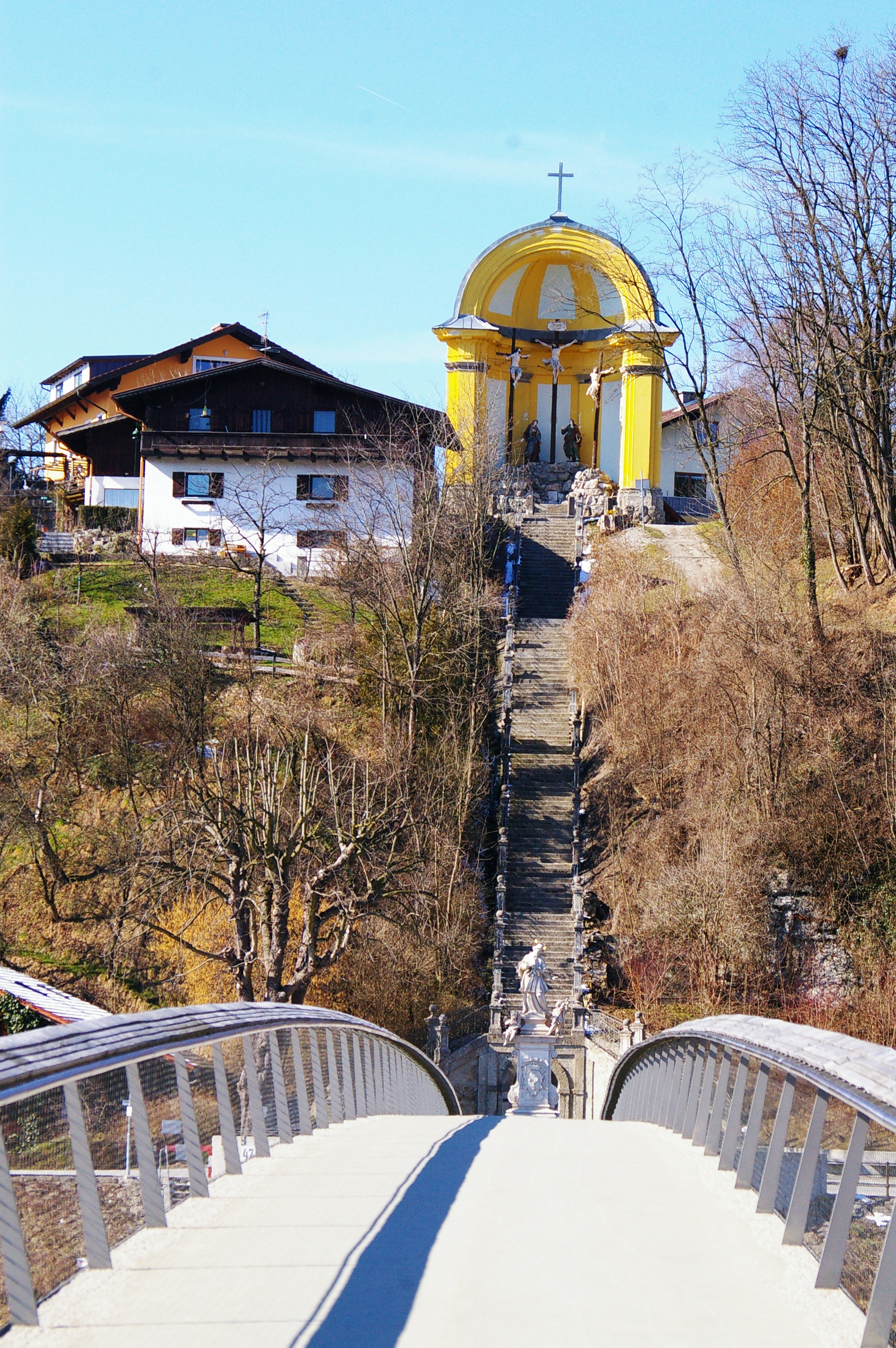
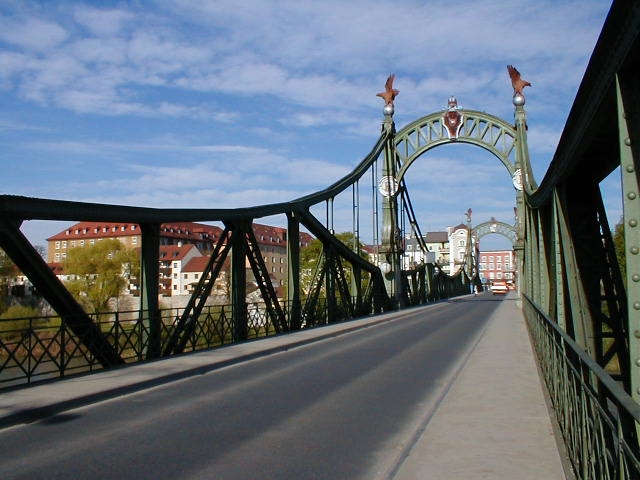
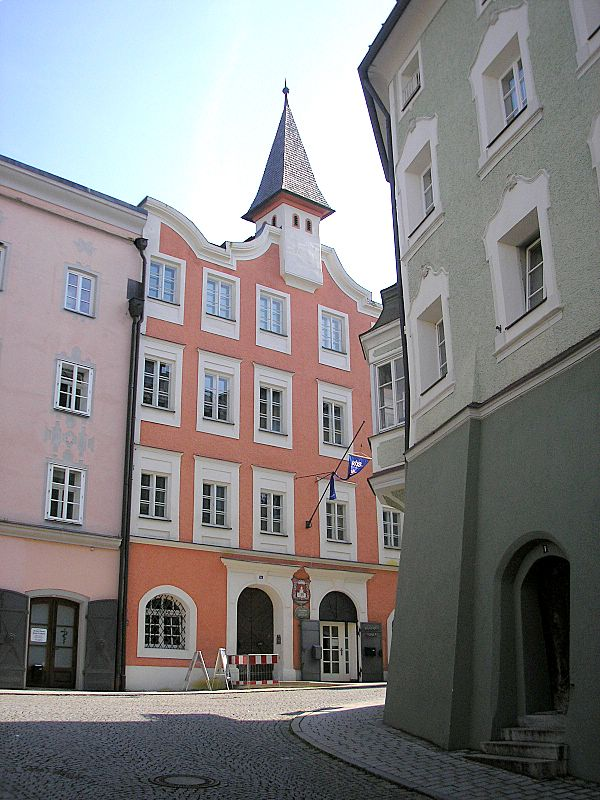